# سید جلال دهقانی اشکذری
سیدجلال دهقانی اشکذری (زادهٔ ۱۳۶۱، کارگردان و فیلم‌نامه‌نویس سینمای ایران و دانش‌آموختهٔ رشتهٔ ادبیات اهل ایران است.
او برای ساخت فیلم خانه‌ای کنار ابرها دیپلم افتخار بهترین فیلم‌نامه در بخش نگاه نو سی و دومین جشنواره فیلم فجر را دریافت کرد.

## فیلم‌شناسی

### سینمایی
- خانه‌ای کنار ابرها
- دلبری
- دختر ایران
- ممنوع الخروجی

### سریال تلویزیونی
- حانیه (شبکه دو سیما)
- شاهرگ (شبکه دو سیما)

### تله‌فیلم
- هدیه‌ای برای آسمان[۲]
- دویدن برای پشیمانی[۳]
- همه روزها[۳]
- مسابقه[۳]

## جایزه‌ها
- دیپلم افتخار بهترین فیلم‌نامه در بخش نگاه نو سی و دومین جشنواره فیلم فجر برای فیلم خانه‌ای کنار ابرها[۴]
- نامزد بهترین فیلم جشنواره فیلم فجر برای فیلم خانه‌ای کنار ابرها[۴]
- فانوس بخش داستانی بلند پنجمین جشنواره مردمی فیلم عمار برای (خانه‌ای کنار ابرها)
- تقدیر از فیلم «هدیه‌ای برای آسمان» در بخش نیمه بلند ویدیویی جشنواره فیلم‌های کودک و نوجوان همدان[۴]
- بهترین فیلم جشنواره بمبی هند برای فیلم دلبری
- حضور در جشنواره دکا بنگلادش برای فیلم دلبری
- نامزد بهترین بازیگر جشن حافظ  برای فیلم دلبری
- تندیس بهترین فیلم جشنواره رشد ( دخترایران )
- بهترین کارگردانی جشنواره فیلم عمار